# مقاطعة لوغان (كانساس)
مقاطعة لوغان (بالإنجليزية: Logan County)‏ هي إحدى المقاطعات في ولاية كانساس، الولايات المتحدة الأمريكية.